# Назализация
Назализа́ция (от фр. nasal — носовой < лат. nasus — нос) — изменение звука, состоящее в приобретении звуком носового тембра и вызванное опущением нёбной занавески и выходом голоса одновременно через рот и нос. Назализации в языке могут подвергаться звуки (гласные и согласные) в положении перед носовыми; при дальнейшем развитии назализации такие звуки могут переходить в носовые; носовые согласные после носовых гласных такого происхождения нередко подвергаются утрате. То же было в праславянском языке, предке русского и других славянских языков.

## Славянские языки
В общеславянском языке, предке русского и других славянских языков, имелись носовые гласные звуки, на письме обозначаемых юсами (например, ǫ — на письме ѫ, ę — на письме ѧ). Но в ходе языковой эволюции все они были утрачены в современных славянских языках. Только польский язык сохранил данный архаизм в виде современных звуков ą и ę, которые в древнерусском языке упростились: *ęzykъ > ѧзꙑкъ > язык, *mǫžь > мѫжь > мѹжь > муж.

## Романские языки
Классическая латынь не имела носовых гласных. Однако в ходе дивергентного развития романских языков произошлa назализация гласных в языках с сильным кельтским субстратом (португальский и французский). Ср. лат. longus > фр. long /lɔ̃/ «длинный», но рум. lung без назализации; лат. germana > порт. irmã, но исп. hermana «сестра» без назализации. Назализация в романских языках на письме обозначается как позиционно, например -о перед согласными -m (м) и -n (н) (во французском и португальском языках), так и диакритиками — тильдой в португальском языке: ã.

## Индийские языки
- Анусвара
- Чандрабинду